# Francobolli autoadesivi della Gran Bretagna
I francobolli autoadesivi inglesi si distinguono dai francobolli non adesivi principalmente per la dentellatura netta e perfettamente definita su tutti e 4 i lati. 

## Caratteristiche
- Dentellatura: La dentellatura nei francobolli non autoadesivi può essere di almeno tre tipi generali: la prima, normale, francobolli provenienti da fogli o minifogli che quindi si riconoscono per non avere tutti i dentini uguali dato che vengono strappati dal blocco. Il secondo caso è da bobina dove i lati verticali portano sempre il segno della separazione per mezzo idraulico al momento della stampa, avendo così i dentini con le fibre sfilacciate. Il terzo caso è dei francobolli da libretto che recano i dentini con la fibre sfilacciate su uno o due lati (contigui, vicini) perché inseriti in un ben delimitato spazio. La frequenza della dentellatura è a volte sensibilmente diversa, specie nei francobolli commemorativi. Nei francobolli autoadesivi la dentellatura è regolare, netta, con tutti i dentini uguali e simmetrici. Nei quattro angoli la dentellatura crea sempre lo stesso disegno, uguale per tutti e 4 i lati, a coda di uccello. I bordi al retro del francobollo si presentano lievemente rialzati a causa della fustellatura che viene impressa per creare la dentellatura. Anch'essa si ritrova in tutti gli esemplari autoadesivi, sia ordinari che commemorativi. La dentellatura nei francobolli autoadesivi e non autoadesivi a confronto.

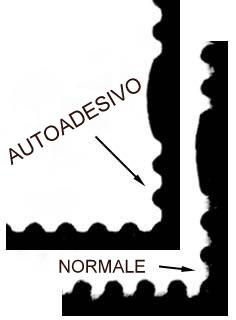
La dentellatura nei francobolli autoadesivi e non autoadesivi a confronto.

- Altre caratteristiche: Ovviamente nel nuovo (di immediato riconoscimento), ma anche nell'usato si riconosce subito il francobollo autoadesivo perché il francobollo rimane pulito dalla colla che nel lavaggio nell'acqua va via tutta insieme lasciando sulla carta uno strato gommoso. Il francobollo così ottenuto, una volta asciugato, avrà tutti i denti regolari e perfetti, con carta rigida e resistente all'acqua. Il francobollo se autoadesivo aderirà perfettamente al frammento o alla busta su cui è incollato, perciò per una migliore identificazione è consigliabile lasciarlo sul documento postale, senza lavarlo o comunque staccarlo. I colori sono sensibilmente diversi rispetto al tipo proveniente dal foglio, specie se è possibile confrontare insieme i due tipi.

Tutti questi francobolli sono emessi in libretti, a volte rari come nel caso dei "Prestige" (libretti a bassa tiratura). Sul libretto è scritto in calce sia il valore che la ditta stampatrice, utile per riconoscere le varie tirature più facilmente.
Ogni anno vengono emessi alcuni valori autoadesivi e sono divertenti da cercare già nella propria collezione o nei lotti spesso che vengono venduti per aiutare le Missioni religiose.

## Francobolli ordinari del tipo "Machin"
I francobolli ordinari della Gran Bretagna con l'effigie della Regina Elisabetta II sono detti comunemente "Machin" dal cognome del suo inventore Arnold Machin (1911-1999). Esistono in numerosi colori e valori, anche con i simboli regionali inglesi, in libretti, fogli, minifogli, bobine e libretti. Dal 1997 hanno la caratteristica di sicurezza dentellatura ellittica, una ellisse posta sui due lati verticali. Esiste di due tipi di dentellatura con ellisse: dentellatura stretta in alto e in basso con bordi arrotondati nell'ellisse, e dentellatura ampia con bordi dell'ellisse quasi dritti (poco ellittici, simili più a rettangoli).
Dal febbraio 2009 tutti i francobolli del tipo Machin sono stampati con sistema di sicurezza composto da 4 semi-ellissi perforate nel disegno e inchiostro con lettera di sicurezza. Il sistema è principalmente pensato contro il riutilizzo dei francobolli o il tentativo di prelevarli forzatamente dal documento postale su cui sono applicati, ma rende la vita difficile ai collezionisti che si accingono dopo l'uso di staccarli in acqua. 
Recentemente questa serie di francobolli è stata dotata di un ulteriore accorgimento tecnico anticontraffazione: il fondo fluorescente formato da linee ondulate con lettere e numeri (la presenza di piccoli numeri identificativi dell'anno di emissione e alcune lettere rivelano l'origine del francobollo, che esso quindi provenga da fogli, libretti, libretti prestige o bobine) 

Francobollo autoadesivo da 1 st. oro.
Francobollo autoadesivo da 1 st. rosso arancio.
Francobollo autoadesivo da 68p. grigio oliva.
Francobollo del 2003 per la posta diretta in Europa (52p.).
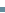
Francobollo da 1st. oro, con le cifre grandi, autoadesivo.
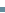
Francobollo da 1st. oro LARGE, autoadesivo.
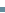
Francobollo da 1st. oro LARGE, autoadesivo, con le 4 lunette di sicurezza.

- 1993 - Nuovo Tipo orizzontale - 1 st. (prima classe, firST) rosso arancio - non dentellato - in libretti di 20 esemplari, venduti a 5 £ - Stampa a cura di Walsall.
- 1997 - Stesso tipo orizzontale, dentellati - 2 nd. (seconda classe, secoND) cobalto e 1 st. arancione - perforazione ellittica.
- 1998 - Formato tipico Machin - 2 nd. cobalto e 1 st. arancione - Sono stampati anche su cartoncino. Stampa a cura di Enschedé e di Walsall. Esistono dentellati per errore 14½ x 14, anziché 15 x 14.
- 1999 - Formato grande - 1 st. avorio - Da libretto "Profile on Print" venduto a 7,54 £ (contenente altri due tipi di francobolli, ma non autoadesivi). Stampa a cura di Walsall.
- 2002-09 - Formato tipico Machin - 1 st. oro cupo - 2 bande di fosforo - Esiste di più tipi e di più tirature, qui di seguito riportate:

| valore | ditta stampatrice | data di emissione | formato sorgente                       | note                                                                    |  |
| ------ | ----------------- | ----------------- | -------------------------------------- | ----------------------------------------------------------------------- |  |
| 1 st.  | Questa            | 5 giugno 2002     | libretto                               |                                                                         |  |
| 1 st.  | Walsall           | 5 giugno 2002     | libretto                               | 12 millimetri di distanza tra le due bande di fosforo                   |  |
| 1 st.  | Walsall           | 27 marzo 2003     | fogli di 100                           | 11.3 millimetri di distanza tra le due bande di fosforo                 |  |
| 1 st.  | Enschedé          | 4 luglio 2002     | fogli di 100                           |                                                                         |  |
| 1 st.  | De La Rue         | 29 aprile 2003    | libretto                               |                                                                         |  |
| 1 st.  | De La Rue         | 17 febbraio 2009  | foglio di 50                           | 4 Lunette impresse nel disegno, senza lettera di sicurezza nel fondo.   |  |
| 1 st.  | De La Rue         | 31 marzo 2009     | maxifoglio di 100                      | 4 Lunette impresse nel disegno, con lettera "B" di sicurezza nel fondo. |  |
| 1 st.  | Walsall           | 10 marzo 2009     | libretto di 4 Machin e 2 di altro tipo | 4 Lunette impresse nel disegno, con lettera "C" di sicurezza nel fondo. |  |
| 1 st.  | Walsall           | 31 marzo 2009     | libretto di 6                          | 4 Lunette impresse nel disegno, con lettera "S" di sicurezza nel fondo. |  |
| 1 st.  | Walsall           | 31 marzo 2009     | libretto di 12                         | 4 Lunette impresse nel disegno, con lettera "T" di sicurezza nel fondo. |  |

- 4 luglio 2002 - Serie di 3 valori - Formato tipico Machin - 42 p. verde grigio, 68 p. grigio oliva e valore "E" (Europe) oltremare. Due bande di fosforo. Da libretto.
- 27 marzo 2003 - Serie di 2 valori - Nuovo tipo, formato tipico Machin - (52 p.) oltremare "Europe" e (1,12 £) rosa "Worldwide" (esistono con le due bande di fosforo corte in basso). Emessi in libretti di 4 esemplari.
- 1º aprile 2004 - Tipo come i precedenti francobolli - (43 p.) ardesia "Worldwide postcard" - Emesso in libretti di 4 esemplari.
- 1º giugno 2006 - Nuovo tipo più grande, grandi cifre - Formato Large - 2 nd. cobalto e 1 st. oro. Entrambi è stato ristampato nel 2009 con il sistema di sicurezze a 4 lunette.
- 12 settembre 2006 - Tipo Machin modificato come precedenti, ma formato classico - 2 nd. cobalto e 1 st. oro.
- febbraio 2009 - Ristampa di francobolli precedenti con 4 lunette impresse nel disegno, con lettere di sicurezza. Vedi tabella:

| valore                                                   | colore        | ditta stampatrice | data di emissione | formato sorgente  | lettera di sicurezza |  |
| -------------------------------------------------------- | ------------- | ----------------- | ----------------- | ----------------- | -------------------- |  |
| 2 nd.                                                    | cobalto       | De La Rue         | 17 febbraio 2009  | foglio di 50      | assente              |  |
| 2 nd.                                                    | cobalto       | De La Rue         | 31 marzo 2009     | maxifoglio di 100 | Lettera "B"          |  |
| 2 nd.                                                    | cobalto       | De La Rue         | 31 marzo 2009     | libretto di 12    | Lettera "T"          |  |
| 2 nd.                                                    | cobalto LARGE | De La Rue         | 17 febbraio 2009  | fogli di 50       | assente              |  |
| 2 nd.                                                    | cobalto LARGE | De La Rue         | 31 marzo 2009     | fogli di 50       | Lettera "B"          |  |
| 2 nd.                                                    | cobalto LARGE | Walsall           | 31 marzo 2009     | libretto di 4     | Lettera "F"          |  |
| per l'1 st. oro "formato Machin" vedi tabella precedente |               |                   |                   |                   |                      |  |
| 1 st.                                                    | oro LARGE     | De La Rue         | 17 febbraio 2009  | fogli di 50       | assente              |  |
| 1 st.                                                    | oro LARGE     | De La Rue         | 31 marzo 2009     | fogli di 50       | Lettera "B"          |  |
| 1 st.                                                    | oro LARGE     | Walsall           | 31 marzo 2009     | libretto di 4     | Lettera "F"          |  |
| 50 p.                                                    | grigio chiaro | De La Rue         | 17 febbraio 2009  | fogli             | assente              |  |
| 1 £                                                      | rubino        | De La Rue         | 17 febbraio 2009  | fogli             | assente              |  |
| 1,50 £                                                   | terracotta    | De La Rue         | 17 febbraio 2009  | fogli             | assente              |  |
| 2 £                                                      | blu ardesia   | De La Rue         | 17 febbraio 2009  | fogli             | assente              |  |
| 3 £                                                      | porpora       | De La Rue         | 17 febbraio 2009  | fogli             | assente              |  |
| 5 £                                                      | azzurro       | De La Rue         | 17 febbraio 2009  | fogli             | assente              |  |

## Francobolli commemorativi autoadesivi inglesi
Oltre che per le caratteristiche tipiche dei francobolli autoadesivi inglesi già precedentemente esposte, i commemorativi si distinguono dagli altri francobolli anche per la dentellatura spesso diversa dai gemelli non autoadesivi.
Di seguito sono riportate le prime emissioni dei commemorativi dal 2001 al 2003, con le varie differenziazioni.
- 13 febbraio 2001 - "Gatti e cani in bianco e nero" - Serie di 10 valori da 1 st. ciascuno contenuti in un libretto.
- 17 aprile 2001 - "Sottomarino Swiftshure" da 1st. - in libretto di due esemplari - vedi tabella per la distinzione con i tipi non autoadesivi:

| valore | dentellatura | formato sorgente                                                                                     | note                         | data di emissione |  |
| ------ | ------------ | --- | ---------------------------- | ----------------- |  |
| 1st    | 15 x 14¼     | da foglio                                                                                            | comune. Non autoadesivo.     | 10 aprile 2001    |  |
| 1st    | 15½ x 15     | da libretto "Prestige" da £ 6,76, un esemplare in striscia insieme agli altri tre valori della serie | non comune. Non autoadesivo. | 10 aprile 2001    |  |
| 1st    | 15½ x 14¼    | da libretto "Prestige", contenente due esemplari                                                     | raro. Autoadesivo (foto).    | 17 aprile 2001    |  |

- 4 settembre 2001 - Burattini "Punch e Judy" - due valori contenuti in libretto. Autoadesivi. Vedi tabella:

| valore            | dentellatura | formato sorgente         | note                                                               | data di emissione |  |
| ----------------- | ------------ | ------------------------ | ------------------------------------------------------------------ | ----------------- |  |
| due valori da 1st | 14¼ x 14¾    | in striscia              | "Punch", "Judy" e altri quattro soggetti. Comuni. Non autoadesivi. | 4 aprile 2001     |  |
| due valori da 1st | 14¼ x 15¼    | in coppia in un libretto | "Punch" e "Judy". Autoadesivi.                                     | 10 aprile 2001    |  |

- 22 ottobre 2001 - Centenario del "Royal Navy Submarine Service" - Due valori stampati in libretti. Vedi tabella:

| valore            | dentellatura | formato sorgente         | note                                                               | data di emissione |  |
| ----------------- | ------------ | ------------------------ | ------------------------------------------------------------------ | ----------------- |  |
| due valori da 1st | 14¾ x 14¼    | in foglietto             | "Royal Navy", "Jolly Roger" e altri due soggetti. Non autoadesivi. | 22 ottobre 2001   |  |
| due valori da 1st | 14¾          | in coppia in un libretto | "Royal Navy" e "Jolly Roger". Autoadesivi.                         | 22 ottobre 2001   |  |

- 6 novembre 2001 - Natale - Serie di 5 valori autoadesivi (2nd, 1st, E, 45p. e 65p.), emessi in fogli e i valori da 2nd. e 1st. anche in libretti. Nel 2003 il valore da 1st è stato ristampato con attaccato un chiudilettera, in fogli di 20.
- 15 gennaio 2002 - Centenario della pubblicazione del libro di Rudyard Kipling "Storie proprio così!" - Libretto contenente 10 esemplari diversi da 1st ciascuno, con immagini di animali.
- 2 maggio 2002 - Cinquantenario del primo volo commerciale a mezzo jet da Londra a Johannesburg - Francobollo da 1st "Concorde" dent. 14¼ x 14½ (a differenza di quello proveniente da foglio che è dentellato 14½) - Emesso in libretto da due esemplari.
- 21 maggio 2002 - Campionati mondiali di Calcio in Giappone e Corea del Sud - Due valori autoadesivi dentellati 14¾ x 14¼, stampati in coppia in libretto (la dentellatura è della stessa frequenza dei francobolli identici provenienti da foglietto, ma si distinguono per la dentellatura regolare e per i colori leggermente più attenuati).
- 10 settembre 2002 - Ponti di Londra - Francobollo da 1st "Tower Bridge" stampato in coppia in libretto (la dentellatura è della stessa frequenza dei francobolli identici provenienti da foglio, ma si distinguono per la dentellatura regolare).
- 5 novembre 2002 - Natale - Piante di tradizione natalizia - Serie di 5 valori (2nd, 1st, E, 47p. e 68p.).
- 4 marzo 2003 - Francobollo "Hello" del 2002 da 1st dent. 15 x 14¼ (anziché quello da fogli che è 14¾ x 14¼) - Emesso in coppia in un libretto.
- 29 aprile 2003 - Imprese estreme - Francobollo da 1st "Sir Hillary e T.Norgay" stampato in coppia in libretto dent. 14¾ x 14¼ (anziché quello da fogli che è dentellato 14¾ x 14½) - Emesso in coppia in un libretto.
- 10 luglio 2003 - Un viaggio Britannico - Paesaggi Scozzesi - Francobollo da 1st "Isola di Mull" (la dentellatura è della stessa frequenza dei francobolli identici provenienti da foglio, ma si distinguono per la dentellatura regolare).
- 18 settembre 2003 - Giocattoli d'epoca - 1st "Biplano" - Emesso in libretto di due esemplari. (la dentellatura è della stessa frequenza dei francobolli identici provenienti da foglio, ma si distinguono per la dentellatura regolare).
- 4 aprile 2003 - Natale - Sculture di ghiaccio - Serie di 6 valori (2nd, 1st, E, 53p., 68p. e 1,12 £). Emessi anche con chiudilettera, emessi in fogli di 20 coppie.